# Villa Karl Otto Hellmund
Die Villa, die sich Karl Otto Hellmund 1898 als Bauender und Ausführender errichtete, liegt im Augustusweg 88 im Stadtteil Oberlößnitz der sächsischen Stadt Radebeul. Auf dem Anwesen wurde 1913 noch als Sommerhaus das Rundhaus errichtet, das heute unter der Adresse Augustusweg 80a abgetrennt ist. Anwesen und Haus liegen im Denkmalschutzgebiet Historische Weinberglandschaft Radebeul und im Landschaftsschutzgebiet Lößnitz. Das Gebäude steht seit 1979 unter Denkmalschutz.

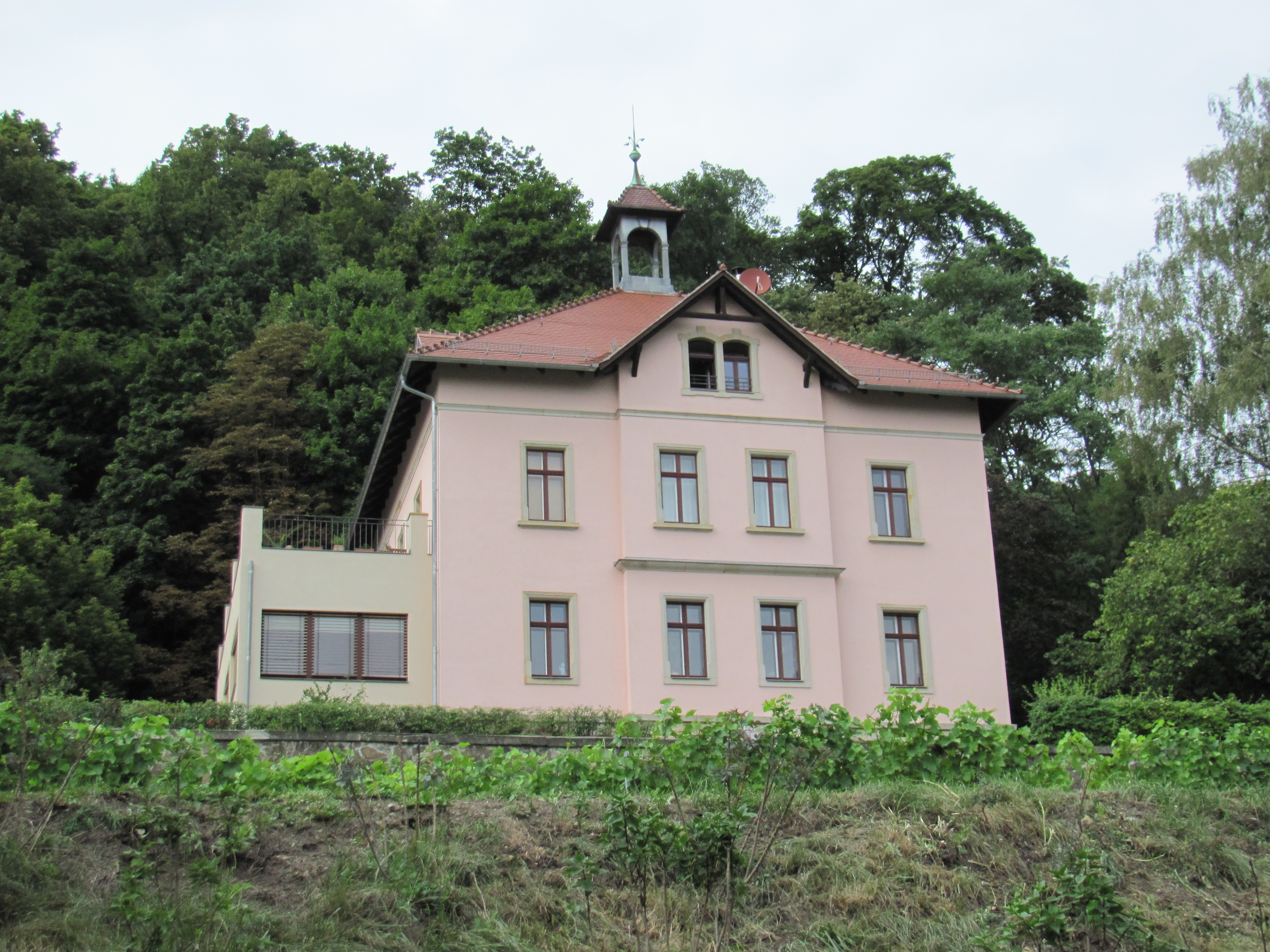
Villa Karl Otto Hellmund

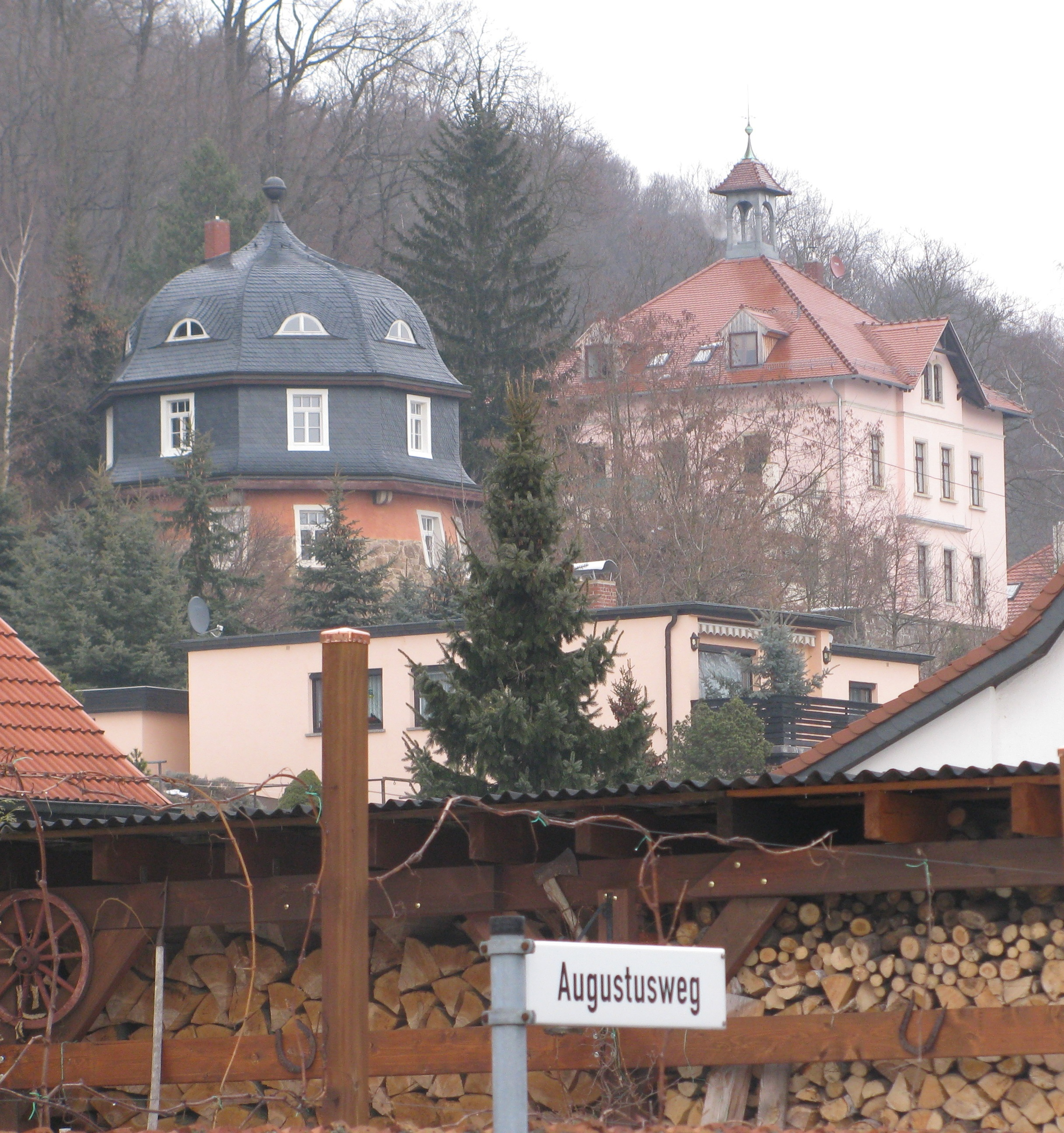
Rundhaus, daneben Augustusweg 88

Augustusweg 76 bis 114 unterhalb der nördlich gelegenen, verwaldeten Steillage. Das Rundhaus steht links oben direkt am Waldrand, nach rechts die über eine hohe Bruchstein-Stützmauer verbundene Villa Augustusweg 88.

## Beschreibung
Die mitsamt Weinbergsmauer und Torbogen unter Denkmalschutz stehende Villa liegt in einem großen Gartengrundstück inmitten der Weinberge, stark zurückgesetzt vom Augustusweg. Das abschüssige Gelände wird durch die Weinbergmauer nach Süden hin abgefangen.
Der zweigeschossige Bau steht auf etwa quadratischem Grundriss und wird durch ein leicht nach vorn geneigtes, ziegelgedecktes Zeltdach abgeschlossen, auf dessen Spitze sich eine Laterne befindet. Die Firste des Ziegeldachs werden durch Ziersteine geschmückt.
In der Straßenansicht des verputzten Wohnhauses steht mittig ein Risalit mit einem dreieckigen Sparrengiebel. Die Fassaden werden schlicht durch Putzbänder gegliedert, die Fenster von Sandsteingewänden eingefasst.
Am Grundstückszugang steht eine Portalanlage mit drei Sandsteinpfeilern sowie einem Eisengitter. Vor der Villa und bis zu dem westlich gelegenen Rundhaus hin fängt eine hohe Bruchstein-Stützmauer das Gelände ab, der Zugang zum Wohnhaus erfolgt durch eine große, rundbogige Öffnung.